# Nhóm ngôn ngữ German phía Bắc
Chi ngôn ngữ German phía Bắc là một trong ba nhánh của ngữ tộc German thuộc ngữ hệ Ấn-Âu, cùng với Chi ngôn ngữ German phía Tây và Chi ngôn ngữ German phía Đông đã tuyệt chủng. Nhóm này có khi cũng được gọi là "Chi ngôn ngữ Bắc Âu", xuất phát từ cách gọi trực tiếp trong tiếng Đan Mạch (Nordiske sprog), tiếng Thụy Điển (Nordiska språk) và tiếng Na Uy (Nordiske språk trong Bokmål).
Tại Scandinavia, thuật ngữ "nhóm ngôn ngữ Scandinavia" được dùng để chỉ các ngôn ngữ của ba quốc gia Scandinavia lục địa, loại trừ đi các ngôn ngữ miền hải đảo là tiếng Faroe và tiếng Iceland.
Thuật ngữ "German Bắc" được dùng trong ngôn ngữ học so sánh, còn "Scandinavia" xuất hiện trong các nghiên cứu về ngôn ngữ chuẩn hiện đại và dãy phương ngữ tại Scandinavia.
Khoảng 20 triệu người tại các nước Bắc Âu sử dụng ít nhất một ngôn ngữ German phía Bắc như bản ngữ, bao gồm cả thiểu số 5% nói tiếng Thụy Điển tại Phần Lan.

## Các ngôn ngữ và phương ngữ hiện đại
Các ngôn ngữ còn tồn tại trong nhóm này là:
- Tiếng Đan Mạch
  - Phương ngữ Jylland
    - Đông Jylland
    - Tây Jylland
    - Tiếng Nam Jutland

  - Ømål
  - Phương ngữ Bornholmsk
- Tiếng Thụy Điển[6]
  - Nhóm phương ngữ Nam Thụy Điển
    - Phương ngữ Skåne

  - Nhóm phương ngữ Göta
  - Nhóm phương ngữ Gotland
  - Nhóm phương ngữ Svea
    - Nhóm phương ngữ Dalarna
      - Älvdalska

  - Nhóm phương ngữ Norrland
    - Nhóm phương ngữ Jämtland

  - Nhóm phương ngữ Đông Thụy Điển
    - Tiếng Thụy Điển Phần Lan
    - Tiếng Thụy Điển Estonia
- Tiếng Na Uy
  - Bokmål (dạng viết)
  - Nynorsk (viết)
  - Nhóm phương ngữ Trønder (Na Uy và một phần Thụy Điển)
  - Nhóm phương ngữ Đông Na Uy (Na Uy và một phần Thụy Điển)
  - Nhóm phương ngữ Tây Na Uy
  - Nhóm phương ngữ Bắc Na Uy
- Faroe
- Iceland